# 宋在勇
宋在勇（ソン・ジェヨン、朝鮮語: 송재용、1972年 3月14日 - ）は 韓国プロ野球のOBベアーズに所属していた大韓民国出身の元プロ野球選手（投手）、プロゴルファー。

## 経歴

### アマチュア時代
学生時代は野球の名目である沖岩中学校高等学校でプレーしており、当時は同校野球部の全盛期だった。当時のチームメイトには沈哉学などがいた。
当時から青少年代表代表として活躍し、ニカラグアの世界選手権で銀メダルを獲得した。

### OB時代
1995年に斗山ベアーズのドラフト1位で入団した。
陳弼重とともに新人時代から一軍に抜擢され、リリーフ投手として活躍。
しかし絶頂の瞬間は短く、学生時代の酷使が原因となった肘の負傷でわずか2年で引退しなければならなかった。当時の金寅植監督からは「自己管理に失敗した選手」と評されたという。

### 引退後
引退後にはチームを去り、兵役遂行のため入隊。
除隊後にはプロゴルファーに転身。2008年にはゴルフの指導資格も取得した。

## 出身学校
- 1985年 - 1988年、沖岩中学校
- 1988年 - 1989年、沖岩高等学校
- 1991年 - 1995年、建国大学校 (1991学番)

## 詳細情報

### 年度別投手成績
| 年 度    | 球 団    | 登 板 | 先 発 | 完 投 | 完 封 | 無 四 球 | 勝 利 | 敗 戦 | セ 丨 ブ | ホ 丨 ル ド | 勝 率 | 打 者 | 投 球 回 | 被 安 打 | 被 本 塁 打 | 与 四 球 | 敬 遠 | 与 死 球 | 奪 三 振 | 暴 投 | ボ 丨 ク | 失 点 | 自 責 点 | 防 御 率 | W H I P |
| -------- | -------- | ----- | ----- | ----- | ----- | -------- | ----- | ----- | -------- | ----------- | ----- | ----- | -------- | -------- | ----------- | -------- | ----- | -------- | -------- | ----- | -------- | ----- | -------- | -------- | ------- |
| 1995     | OB       | 17    | 10    | 0     | 0     | 0        | 3     | 3     | 1        | 0           | .500  | 266   | 61.0     | 59       | 1           | 33       | 1     | 0        | 40       | 3     | 0        | 40    | 33       | 4.87     | 1.51    |
| KBO：1年 | KBO：1年 | 17    | 10    | 0     | 0     | 0        | 3     | 3     | 1        | 0           | .500  | 266   | 61.0     | 59       | 1           | 33       | 1     | 0        | 40       | 3     | 0        | 40    | 33       | 4.87     | 1.51    |

### 背番号
- 36 （1995年 - 1996年）